# Réginald-André-Paulin-Edmond Jacq Mỹ
Réginald-André-Paulin-Edmond Jacq Mỹ, là một giám mục Công giáo người Pháp, từng phục vụ tại Việt Nam với vai trò Phó Đại diện Tông Tòa Hạt Đại diện Tông Tòa Lạng Sơn và Cao Bằng.

## Tiểu sử

Chân dung Giám mục Jacq

Giám mục Jacq sinh tại Sèvres, gần thủ đô Paris, Pháp vào ngày 9 tháng 11 năm 1905.
Ngày 15 tháng 8 năm 1927, chàng trai trẻ Jacq quyết định khấn dòng.
Sau quá trình tu học dài hạn, ngày 22 tháng 7 năm 1934, Phó tế Jacq được thụ phong chức vụ linh mục, là một linh mục thành viên của Dòng Tên. Linh mục Jacq đến Lạng Sơn ngày 26 tháng 12 năm 1936, phục vụ tại giáo xứ thị xã Cao Bằng và Nguyên Bình từ năm 1938 đến năm 1945. Ngày 6 tháng 6 năm 1946, ông về Pháp chữa bệnh đến ngày 22 tháng 1 năm 1948 thì trở lại Lạng Sơn và có linh mục Lorry Lộ đi cùng.
Ngày 6 tháng 7 năm 1948, tòa khâm sứ Huế điện tín cho biết linh mục Jacques Mỹ được cử làm giám mục phó với quyền kế vị. Vị tân giám mục chọn khẩu hiệu là "Hiến mạng sống mình cho anh em". Ngày 8 tháng 7 năm 1948, thông cáo chính thức cho biết Giáo hoàng bổ nhiệm linh mục Jacq làm Giám mục Phó Đại diện Tông Tòa Hạt Đại diện Tông Tòa Lạng Sơn và Cao Bằng với danh nghĩa Giám mục Hiệu tòa Cerasa, lễ tấn phong Giám mục cho Ngài diễn ra vào ngày 30 tháng 11 cùng năm, do giám mục Félix Hedde Minh, O.P. Giám mục Tông tòa Hạt Đại diện Tông Tòa Lạng Sơn và Cao Bằng chủ phong. Ngày 30 tháng 9 năm 1949, Giám mục Hedde Minh giao quyền cai quản giáo phận cho Giám mục phó Jacq Mỹ.
Ngày 26 tháng 10 năm 1958, Giám mục Jacques Mỹ và linh mục người Pháp còn lại phải rời giáo phận về Hà Nội. Tại đây, ông được ở trong khu công an. Đến ngày 4 tháng 11 năm 1958, ông được dẫn lên máy bay đi về phía Vạn Tượng (Lào) và vào Sài Gòn. 
Ngày 26 tháng 11 năm 1958, ông về giáo xứ Lạng Sơn, Xóm Mới, Gò Vấp, nơi linh mục Micae Nguyễn Khắc Ngữ, nguyên Bề trên Địa phận Lạng Sơn, làm chánh xứ tiên khởi. Từ tháng 12 năm 1958 đến tháng 09 năm 1959, ông về Pháp thăm gia đình. Sau đó, ông quay trở lại Sài Gòn. Tại đây, ông đã lo liệu cho các nữ tu của Lạng Sơn trở thành Hội Dòng Nữ Đa Minh Lạng Sơn (sau này là Hội Dòng Nữ Đa Minh Gò Vấp). Cũng trong thời gian này, Giám mục Jacq Mỹ cũng phụ giúp mục vụ tại giáo xứ Tùng Nghĩa, Lâm Đồng.
Ngày 4 tháng 5 năm 1960, trên danh nghĩa, ông kế vị Giám mục Hedde Minh làm Giám mục Tông tòa Hạt Đại diện Tông Tòa Lạng Sơn và Cao Bằng, lúc đó giáo phận chỉ còn lại 4 linh mục. Chưa được bao lâu, ngày 24 tháng 11 năm 1960, cùng với sự thành lập hàng giáo phẩm Việt Nam, giám mục Jacq tự xin nghỉ hưu để nhường lại Tân giáo phận cho Giám mục người Việt của mình, là Giám mục Vinh Sơn Phaolô Phạm Văn Dụ. Đồng thời, cũng trong dịp này, linh mục Micae Nguyễn Khắc Ngữ cũng được bổ nhiệm làm Giám mục chính tòa tiên khởi Giáo phận Long Xuyên.
Tháng 6 năm 1961, giám mục Micae Nguyễn Khắc Ngữ nhậm chức giám mục Long Xuyên. Giám mục Jacq Mỹ cũng xuống Long Xuyên và đảm nhận tuyên úy Bệnh viện Tỉnh Long Xuyên do các nữ tu Dòng Chúa Quan Phòng phụ trách. Ngoài những giờ kinh lễ cầu nguyện, ông đến bệnh viện thăm các bệnh nhân. Ngoài ra, Giám mục Mỹ cũng dành thời gian dạy tiếng Pháp cho chủng sinh. Giám mục Jacq Mỹ hiếm khi được nhìn thấy với các phẩm phục giám mục, nhưng thường xuất hiện với vẻ ngoài như một linh mục chăm sóc cho người nghèo. 
Sau năm 1975, ông về Pháp. Nhiều người cho rằng nguyên giám mục đảm nhận vai trò tuyên úy cho một trại tù. Cuối cùng, ông nghỉ hưu nơi nhà các sơ Petites Soeurs des Pauvres tại phố Breteuil, rất gần Hội Thừa sai Paris. Ông qua đời ngày 2 tháng 5 năm 2001, thọ 97 tuổi.

## Tông truyền
Giám mục Jacq Mỹ được tấn phong giám mục năm 1948, thời Giáo hoàng Piô XII, bởi:
- Giám mục Chủ phong: Giám mục Tông tòa Giáo phận Lạng Sơn và Cao Bằng Félix Hedde Minh.

Giám mục Jacq Mỹ là Giám mục Phụ phong giám mục cho giám mục:
- Năm 1975, giám mục Gioan Baotixita Bùi Tuần, hiện là cố giám mục chính tòa Giáo phận Long Xuyên.